# オコニー郡 (サウスカロライナ州)
オコニー郡（英: Oconee County）は、アメリカ合衆国サウスカロライナ州の北西隅に位置する郡である。2010年国勢調査での人口は74,273人であり、2000年の66,215人から12.2%増加した。郡庁所在地はウォルハラ市（人口4,263人）であり、同郡で人口最大の都市はセネカ市（人口8,102人）である。他にウェストミンスター市もある。町はセイラムとウェストユニオンである。
オコニー郡はセネカ小都市圏に属している。チェロキー麓丘陵国立景観道路であるサウスカロライナ州道11号線がオコニー郡南部、州間高速道路85号線のジョージア州境から始まっている。

## 歴史
オコニー郡の郡名はチェロキー族インディアンの言葉 "Ae-quo-nee" から派生しており、「水の傍の土地」を意味している。18世紀初期に、チャールストンとミシシッピ川を結ぶイギリス人とチェロキー族の主要交易道沿いにあったチェロキー族の町がオコニーだった。その地理的な位置づけから、1777年のチェロキー条約による境界線と交易道が交差する所となった。1792年、その町の近くにフロンティアの前進基地をサウスカロライナ州民兵隊が建設し、オコニーステーションと名付けた。1868年にピケンズ地区からオコニー郡が作られたとき、オコニーの町から郡名が採られた。
- 1780年代 - 希少な野草であるオコニー・ベルをアンドレ・ミショーが初めて記録した
- 1780年代 - アメリカ独立戦争終戦後、ベンジャミン・クリーブランド大佐と一群の追随者がジョージア州から土地特許を取得し、現在のオコニー郡に入植した
- 1787年 - ビューフォート条約により、ジョージア州はタガルー川とキオウィ川の間の土地について、領有権をサウスカロライナ州渡した
- 1816年 - チェロキー族がサウスカロライナ州に残っていた土地を売却した
- 1850年代 - 最大の町はスタンプハウス・マウンテン・トンネル上流のタネルヒルだった
- 1868年 - オコニー郡がピケンズ郡から分離して設立された。ウォルハラが郡庁所在地に指定された
- 1870年- エア・ライン鉄道が郡内を通る路線を建設し、セネカとウェストミンスターの町ができた
- 1893年 - ニューリーの町が工業町として設立され、コートニー製造会社の労働者が入った

## 地理
アメリカ合衆国国勢調査局に拠れば、郡域全面積は674平方マイル (1,745 km2)であり、このうち陸地625平方マイル (1,620 km2)、水域は48平方マイル (125 km2)で水域率は7.15%である。丘陵が多くその間に人口湖を湛えている。3つの大きな人口湖があり、釣り、水上スキー、帆走を楽しむことができ、また水力発電も行っている。最大の湖は1955年から1963年にアメリカ陸軍工兵司令部が建設したハートウェル湖である。第2位がキオウィ湖であり、この湖の側でオコニー原子力発電所が操業されている。第3位はジョカシー湖であり、水力発電が行われているが、美しい景観と多くの滝も人気がある。バッドクリーク貯水池がジョカシー上流の山岳部にあり、最大需要時には発電が行われる。水位の差は1時間当たり数十フィートに及び、電力需要が落ちた時に、次の需要時にそなえて水をポンプで汲み上げている。このためにボート遊びや水泳は禁止されている。

### 隣接する郡
オコニー郡は10の郡と接しており、これは国内でも稀な例である。
- ジャクソン郡 (ノースカロライナ州) - 北
- トランシルベニア郡 (ノースカロライナ州) - 北東
- ピケンズ郡 - 東
- アンダーソン郡 - 南東
- ハート郡 (ジョージア州) - 南
- フランクリン郡 (ジョージア州) - 南
- ステファンズ郡 (ジョージア州) - 南西
- ハーバーシャム郡 (ジョージア州) - 西
- ラブン郡 (ジョージア州) - 西
- メイコン郡 (ノースカロライナ州) - 北西

### 国立保護地域
- サムター国立の森（部分）

## 人口動態
以下は2000年国勢調査による人口統計データである。
| 基礎データ - 人口: 66,215人 - 世帯数: 27,283 世帯 - 家族数: 19,589 家族 - 人口密度: 41人/km2（106人/mi2） - 住居数: 32,383軒 - 住居密度: 20軒/km2（52軒/mi2） 人種別人口構成 - 白人: 89.14% - アフリカン・アメリカン: 8.38% - ネイティブ・アメリカン: 0.22% - アジア人: 0.35% - 太平洋諸島系: 0.02% - その他の人種: 1.06% - 混血: 0.82% - ヒスパニック・ラテン系: 2.36% 先祖による構成 - アメリカ人：26.5% - アイルランド系：13.1% - ドイツ系：11.9% - イギリス系：10.5% 年齢別人口構成 - 18歳未満: 22.9% - 18-24歳: 8.0% - 25-44歳: 27.4% - 45-64歳: 26.2% - 65歳以上: 15.6% - 年齢の中央値: 40歳 - 性比（女性100人あたり男性の人口） - 総人口: 96.7 - 18歳以上: 93.5 | 世帯と家族（対世帯数） - 18歳未満の子供がいる: 28.5% - 結婚・同居している夫婦: 57.8% - 未婚・離婚・死別女性が世帯主: 10.1% - 非家族世帯: 28.2% - 単身世帯: 24.7% - 65歳以上の老人1人暮らし: 9.5% - 平均構成人数 - 世帯: 2.40人 - 家族: 2.85人 収入と家計 - 収入の中央値 - 世帯: 36,666米ドル - 家族: 43,047米ドル - 性別 - 男性: 31,032米ドル - 女性: 22,156米ドル - 人口1人あたり収入: 18,965米ドル - 貧困線以下 - 対人口: 10.8% - 対家族数: 7.6% - 18歳未満: 14.0% - 65歳以上: 12.9% |

## 都市と町

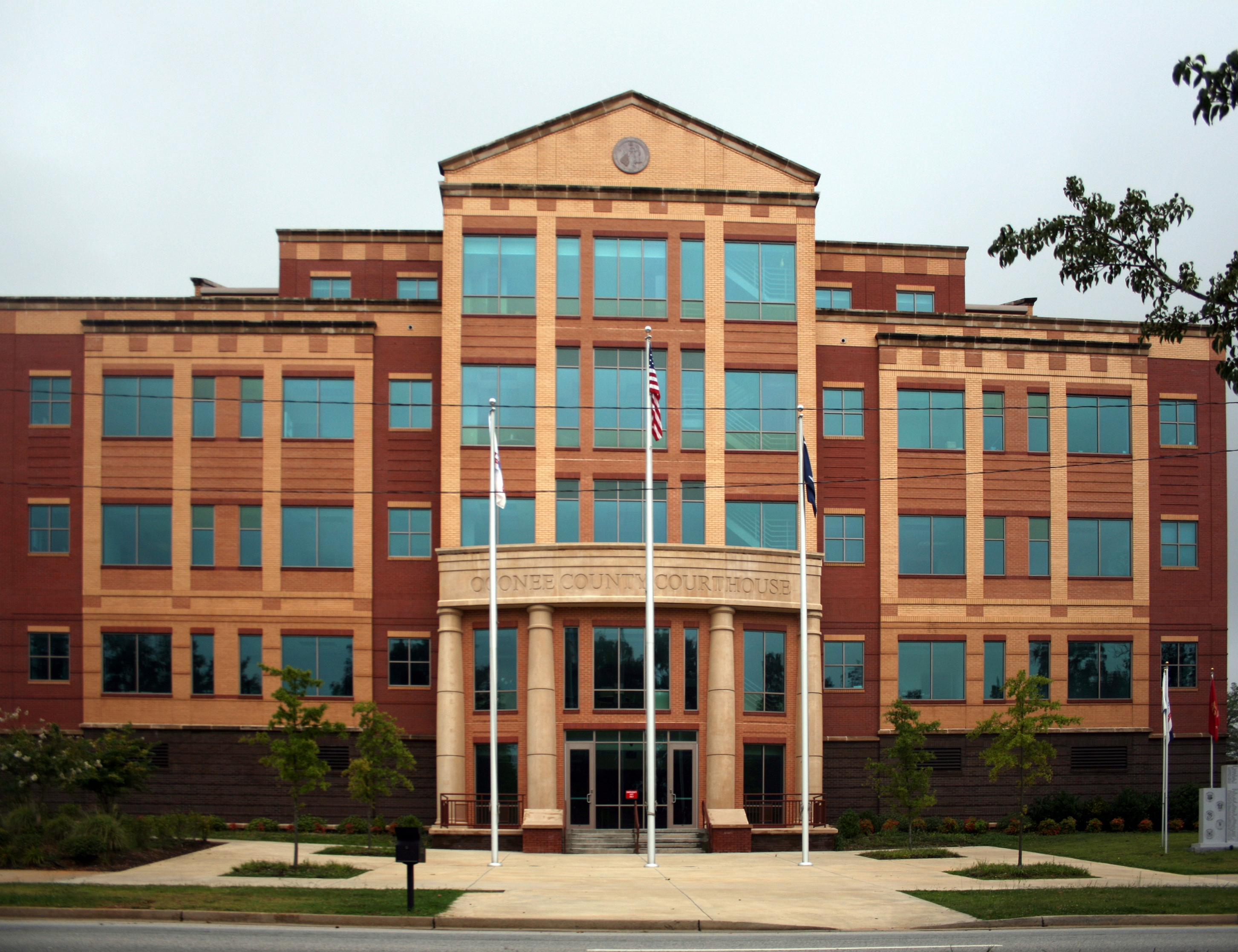
ウォルハラ市にあるオコニー郡庁舎

2010年国勢調査では、3つの都市、2つの町、3つの国勢調査指定地域がある。  

### 法人化自治体
- セイラム
- セネカ
- ウォルハラ - 郡庁所在地
- ウェストユニオン
- ウェストミンスター

### 未編入の町
- フェアプレー（一部はアンダーソン郡内）
- ロングクリーク
- マウンテンレスト
- ニューリー
- オークウェイ
- リッチランド
- タマシー
- タウンビル（一部はアンダーソン郡内）
- ユティカ

## 大衆文化の中で
インディー・ロックのバンド、ザ・ディセンバリスツの歌『Yankee Bayonet (I Will Be Home Then)』の中にオコニーが歌われている。「私が少女のときに、オコニーの丘陵はどのように私を縫い付けるのか」考えたという歌詞である。